# Rabot-Insel
Die Rabot-Insel ist eine 8 km lange und 3,2 km breite Insel im Archipel der Biscoe-Inseln westlich der Antarktischen Halbinsel. Sie liegt 1,6 km südöstlich der Renaud-Insel, von der sie durch die Rodman-Passage getrennt ist.
Der britische Walfänger John Biscoe entdeckte sie 1832. Wissenschaftler der 1908 fünften französischen Antarktisexpedition unter der Leitung des Polarforschers Jean-Baptiste Charcot kartierten sie. Charcot benannte die Insel nach dem französischen Geographen Charles Rabot (1856–1944).